# Nad Bladówkiem
Nad Bladówkiem – kolonia w Polsce, w województwie kujawsko-pomorskim, w powiecie tucholskim, w gminie Tuchola, na Pojezierzu Krajeńskim, nad jeziorem Bladówek. Wchodzi w skład sołectwa Bladowo.
Do 2023 miejscowość była przysiółkiem wsi Bladowo.
W latach 1975–1998 przysiółek administracyjnie należał do województwa bydgoskiego.